# Promonoctonia quievreuxi
Promonoctonia quievreuxi är en stekelart som först beskrevs av Quilis 1940.  Promonoctonia quievreuxi ingår i släktet Promonoctonia och familjen bracksteklar. Inga underarter finns listade i Catalogue of Life.